# 粗齿黄芩
粗齿黄芩（学名：Scutellaria grossecrenata）为唇形科黄芩属下的一个种。

## 扩展阅读
- 維基物種上的相關：粗齿黄芩